# Bandiera della Repubblica dell'Altaj
La bandiera della repubblica dell'Altaj (in russo:Флаг Республики Алтай) è composta da un bicolore blu e bianco. La larghezza delle strisce, dall'alto al basso, sono 67 +4 +4 +25. Il bianco simboleggia l'eternità, la tendenza alla ripresa, l'amore, ed il consenso dei popoli all'interno della Repubblica. Il blu simboleggia la pulizia, le montagne, i fiumi, i laghi ed il cielo della regione.
La bandiera fu disegnata dall'artista V. P. Čukujev. Venne adottata il 3 maggio 1992 con le proporzioni di 1:2. Le proporzioni sono state modificate per 2:3 il 29 giugno 1994, di nuovo per 1:2 il 24 aprile 2003 e nuovamente 2:3 il 22 marzo 2016.